# ポピニカ
ポピニカは、ポピー（現：バンダイボーイズトイ事業部）から発売されているキャラクター玩具シリーズ。

## 概要
名称は「ポピーのミニカー」を略したもので、キャラクター専門のミニカーとして1972年より発売。ロボットやヒーロー等のキャラクターを立体化した超合金に対し車や飛行機などの乗り物、「ゲッターロボ基地 早乙女研究所」など基地シリーズのブランド名として用いられた。最初期にはキャラクターと無関係のホンダCB750FOURも例外的にポピニカ名義で商品化されている。
子供が手にとって遊べる玩具として開発されており、亜鉛合金によるダイカストパーツを多用した頑丈な商品として超合金と並び人気を得た。初期はプロポーションやデザイン、ギミックに玩具としてのアレンジがなされ、原作にないギミックが盛りこまれた物も多い。
1983年にポピーがバンダイへ統合された後も、ポピニカのブランド名はバンダイの商品に残されている。

## 沿革
1970年代以前、子供向けのアニメ番組や特撮番組を支えていたのは、菓子メーカーや薬品メーカー、家電メーカーだった。しかし1970年代以降、これらのメーカーが子供向けの商品から大人向けの高級商品へと主力を移し、提供する番組も子供向け番組から大人向けのドラマのような番組に移行し、アニメ番組や特撮番組から次々と撤退した。
代わってポピニカや超合金のヒットにより、玩具メーカーがアニメのスポンサーになる意欲を高めた。その後、超合金はさまざまなアニメ作品・特撮作品のキャラクターの玩具化を一手に引き受ける一大ブランドとなり、「ポピニカ」と「超合金」はキャラクター玩具の代名詞となるほど浸透して10年以上に亘るロングセラー商品となった。
1972年6月、最初の製品として『仮面ライダー』のミニミニサイクロン号を発売。「ポピニカ」のブランド名が使われるようになったのは1973年7月以降であり、それ以前は「ミニミニ〜」と呼称されていた。
1973年には『仮面ライダーV3』のハリケーンや『マジンガーZ』のホバーパイルダー、『人造人間キカイダー』のサイドマシーンなどが登場。1974年には100万個売れたという記録も残した。その後「仮面ライダーシリーズ」が一時的に不振になるものの、『秘密戦隊ゴレンジャー』や、ポピニカ5台が合体して巨大ロボットの超合金となる『超電磁ロボ コン・バトラーV』などで盛り返す。『超電磁ロボ コン・バトラーV』、『超電磁マシーン ボルテスV』では5つそろえるとロボットに合体させる事ができるものが登場した。『未来ロボ ダルタニアス』では、超合金２体とポピニカ１体がブランドを跨ぎロボットに合体する。これ以降、ポピーは複数のメカニックが合体し「DX超合金」の人型ロボットを成すダイキャスト玩具を発売するが、合体するメカニックの単体はビークルであっても「ポピニカ」扱いではない。これはバンダイグループへの統合後も継続する。
当初、ポピニカは単体の玩具として発売されていた。ロボットアニメと特撮ヒーロー番組の主流が「変形・合体」に移ると、さまざまなギミックを仕込んだデラックスポピニカ（DXポピニカ）が発売されることになった。
レースアニメが多数放送された1977年、『激走!ルーベンカイザー』や『アローエンブレム グランプリの鷹』などに登場のマシンをリアルに再現して発売。『グランプリの鷹』の「DXトドロキスペシャル」は、初のDXポピニカである。アニメ・特撮以外では一般向け映画『トラック野郎』シリーズに登場するデコトラ「一番星号」もポピニカシリーズにラインナップされていた。
ポピーは1983年にバンダイグループに統合。同時期からアニメ作品のポピニカ商品点数が急減し、特撮作品メインのラインナップへと移行していった。しかしその特撮作品における玩具展開も超合金やその他のシリーズとの連動が可能でサイズが大型かつプラスチック製メインのDX(デラックス)ブランドや低価格のプラデラに重点が置かれるようになり、ポピニカブランドは次第に幅を狭める形となっていった。
「超合金魂」人気を受け、2000年からは大人向けの新カテゴリ「ポピニカ魂」がスタート。「ビッグスケール ポピニカ魂」を含め、2009年までに6商品が発売された。
2010年頃からはアポロ11号やスペースシャトルのような実在の乗物を題材とした新ブランド「大人の超合金」の登場や、「ビッグスケール ポピニカ魂」で発売されていた『宇宙戦艦ヤマト』が新仕様で「超合金魂」としても発売されるなど、ポピニカと超合金との境界は曖昧になりつつある。
2025年8月には、BANDAI SPIRITSよりリニューアル版の「ホバーパイルダー号」が発売予定。ジャンボマシンダーのリニューアル版の「マジンガーZ」の頭部にパイルダーオンが可能。

## ラインナップ

### ミニミニシリーズ
ポピニカの原型となったシリーズ。
- サイクロン号(仮面ライダー)
- マッハロッド(超人バロム1)
- サイドマシン(人造人間キカイダー)
- ホバーパイルダー号(マジンガーZ)
- 兜号オートバイ(マジンガーZ)
- ハリケーン号(仮面ライダーV3)

### ホンダCB750FOURシリーズ
- ホンダCB750FOUR
- ホンダCB750FOUR/白バイ

### GTシリーズ
テレビのキャラクターが乗ったGTカーによるオリジナル玩具シリーズ。
- キカイダー01
- マジンガーZ
- 仮面ライダーV3
- ロボット刑事
- 鉄人タイガーセブン
- イナズマン
- ダイヤモンド・アイ
- 仮面ライダーX

### PA番台
| ポピニカナンバー | 品名                                       | 出典作品                      | 発売年 | 概要                                           |
| ---------------- | ------------------------------------------ | ----------------------------- | ------ | ---------------------------------------------- |
| PA-01            | サイクロン号                               | 仮面ライダー                  | 1972年 |                                                |
| PA-02            | マッハロッド                               | 超人バロム1                   | 1972年 |                                                |
| PA-03            | サイドマシン                               | 人造人間キカイダー            | 1972年 |                                                |
| PA-04            | ハリケーン号                               | 仮面ライダーV3                | 1973年 |                                                |
| PA-05            | ホバーパイルダー号                         | マジンガーZ                   | 1973年 |                                                |
| PA-06            | シーマリン号                               | ファイヤーマン                | 1973年 |                                                |
| PA-07            | ダブルマシーン                             | キカイダー01                  | 1973年 |                                                |
| PA-08            | ジョーカー                                 | ロボット刑事                  | 1973年 |                                                |
| PA-09            | マゼラン                                   | ウルトラマンタロウ            | 1973年 |                                                |
| PA-10            | アイアンフィッシュ                         | ウルトラマンタロウ            | 1973年 |                                                |
| PA-12            | 兜号オートバイ                             | マジンガーZ                   | 1973年 |                                                |
| PA-13            | 0テスター1号機                             | ゼロテスター                  | 1973年 |                                                |
| PA-14            | 0テスター2号機                             | ゼロテスター                  | 1973年 |                                                |
| PA-15            | 0テスター3号機                             | ゼロテスター                  | 1973年 |                                                |
| PA-16            | 0テスター4号機                             | ゼロテスター                  | 1973年 |                                                |
| PA-17            | ライジン号                                 | イナズマン                    | 1973年 |                                                |
| PA-18            | スパーク号                                 | 鉄人タイガーセブン            | 1973年 |                                                |
| PA-19            | ハニーライダー                             | キューティーハニー            | 1973年 |                                                |
| PA-20            | サンダーバードTB1                          | サンダーバード                | 1973年 |                                                |
| PA-21            | サンダーバードTB2                          | サンダーバード                | 1973年 |                                                |
| PA-22            | サンダーバードTB3                          | サンダーバード                | 1973年 |                                                |
| PA-23            | サンダーバードTB4                          | サンダーバード                | 1973年 |                                                |
| PA-24            | サンダーバードTB5                          | サンダーバード                | 1973年 |                                                |
| PA-25            | サンダーバードTBJM                         | サンダーバード                | 1973年 |                                                |
| PA-26            | ゲットマシン№1 イーグル                    | ゲッターロボ                  | 1974年 |                                                |
| PA-27            | ゲットマシン№2 ジャガー                    | ゲッターロボ                  | 1974年 |                                                |
| PA-28            | ゲットマシン№3 ベアー                      | ゲッターロボ                  | 1974年 |                                                |
| PA-29            | コマンドマシン                             | ゲッターロボ                  | 1974年 |                                                |
| PA-30            | ジェットパイルダー号                       | マジンガーZ                   | 1974年 |                                                |
| PA-31            | クルーザー                                 | 仮面ライダーＸ                | 1974年 |                                                |
| PA-32            | 0テスター基地                              | ゼロテスター                  | 1974年 |                                                |
| PA-33            | 早乙女研究所・ゲッターロボ基地             | ゲッターロボ                  | 1974年 |                                                |
| PA-34            | 科学要塞研究所                             | グレートマジンガー            | 1974年 |                                                |
| PA-35            | サンダーバード基地                         | サンダーバード                | 1974年 |                                                |
| PA-36            | ブレーンコンドル                           | グレートマジンガー            | 1974年 |                                                |
| PA-37            | ジェットバイ                               | グレートマジンガー            | 1974年 |                                                |
| PA-38            | クイーンスター                             | グレートマジンガー            | 1974年 |                                                |
| PA-39            | キスマリン                                 | スーパーロボット マッハバロン | 1974年 |                                                |
| PA-40            | キスバード                                 | スーパーロボット マッハバロン | 1974年 |                                                |
| PA-41            | マッハトリガー                             | スーパーロボット マッハバロン | 1974年 |                                                |
| PA-42            | ジャングラー                               | 仮面ライダーアマゾン          | 1974年 |                                                |
| PA-43            | コスモゼロ                                 | 宇宙戦艦ヤマト                | 1974年 |                                                |
| PA-44            | ドラゴン                                   | ゲッターロボG                 | 1975年 |                                                |
| PA-45            | ライガー                                   | ゲッターロボG                 | 1975年 |                                                |
| PA-46            | ポセイドン                                 | ゲッターロボG                 | 1975年 |                                                |
| PA-47            | レディーコマンド                           | ゲッターロボG                 | 1975年 |                                                |
| PA-48            | ゲッターロボフォーダムG基地                | ゲッターロボG                 | 1975年 | 作品内では「新早乙女研究所」と呼称されていた。 |
| PA-49            | カブトロー                                 | 仮面ライダーストロンガー      | 1975年 |                                                |
| PA-50            | テントロー                                 | 仮面ライダーストロンガー      | 1975年 |                                                |
| PA-51            | レッドマシーン                             | 秘密戦隊ゴレンジャー          | 1975年 |                                                |
| PA-52            | ブルーマシーン                             | 秘密戦隊ゴレンジャー          | 1975年 |                                                |
| PA-53            | グリーンマシーン                           | 秘密戦隊ゴレンジャー          | 1975年 |                                                |
| PA-54            | バリブルーン                               | 秘密戦隊ゴレンジャー          | 1975年 |                                                |
| PA-55            | ゴットマシン スパーカー                    | 勇者ライディーン              | 1975年 |                                                |
| PA-56            | ゴッドバード                               | 勇者ライディーン              | 1975年 |                                                |
| PA-57            | 重戦ブルーガー                             | 勇者ライディーン              | 1975年 |                                                |
| PA-58            | スピットファイター                         | 勇者ライディーン              | 1975年 |                                                |
| PA-59            | 科学要塞ムトロポリス基地                   | 勇者ライディーン              | 1975年 |                                                |
| PA-60            | 兜甲児の円盤TFO                            | UFOロボ グレンダイザー        | 1975年 |                                                |
| PA-61            | UFOロボ グレンダイザー                     | UFOロボ グレンダイザー        | 1975年 | [注釈 1]                                       |
| PA-62            | デュークバギー                             | UFOロボ グレンダイザー        | 1975年 |                                                |
| PA-63            | UFOロボ グレンダイザー基地・宇宙開発研究所 | UFOロボ グレンダイザー        | 1975年 |                                                |
| PA-64            | バリタンク                                 | 秘密戦隊ゴレンジャー          | 1976年 |                                                |
| PA-65            | カゲローカー                               | ザ・カゲスター                | 1976年 |                                                |
| PA-66            | ベルカー                                   | ザ・カゲスター                | 1976年 |                                                |
| PA-67            | デュークピット                             | UFOロボ グレンダイザー        | 1976年 | [注釈 2]                                       |
| PA-68            | ベース円盤基地                             | 宇宙鉄人キョーダイン          | 1976年 |                                                |
| PA-69            | スカイミサイル・グランカー                 | 宇宙鉄人キョーダイン          | 1976年 |                                                |
| PA-70            | スカイジェット・グランミサイル             | 宇宙鉄人キョーダイン          | 1976年 |                                                |
| PA-71            | スカイマシーン                             | 宇宙鉄人キョーダイン          | 1976年 |                                                |
| PA-72            | グランマシーン                             | 宇宙鉄人キョーダイン          | 1976年 |                                                |
| PA-73            | カゲボーシー                               | ザ・カゲスター                | 1976年 |                                                |
| PA-74            | バリドリーン                               | 秘密戦隊ゴレンジャー          | 1976年 |                                                |
| PA-75            | レッドS(スター)                            | 秘密戦隊ゴレンジャー          | 1976年 |                                                |
| PA-76            | ブルーS(スター)                            | 秘密戦隊ゴレンジャー          | 1976年 |                                                |
| PA-77            | グリーンS(スター)                          | 秘密戦隊ゴレンジャー          | 1976年 |                                                |
| PA-78            | 1号バトルジェット                          | 超電磁ロボ コン・バトラーV    | 1976年 |                                                |
| PA-79            | 2号バトルクラッシャー                      | 超電磁ロボ コン・バトラーV    | 1976年 |                                                |
| PA-80            | 3号バトルタンク                            | 超電磁ロボ コン・バトラーV    | 1976年 |                                                |
| PA-81            | 4号バトルマリン                            | 超電磁ロボ コン・バトラーV    | 1976年 |                                                |
| PA-82            | 5号バトルクラフト                          | 超電磁ロボ コン・バトラーV    | 1976年 |                                                |
| PA-83            | 南原コネクション基地                       | 超電磁ロボ コン・バトラーV    | 1976年 |                                                |
| PA-84            | 恐竜バゾラー                               | 大空魔竜ガイキング            | 1976年 |                                                |
| PA-85            | 恐竜スカイラー                             | 大空魔竜ガイキング            | 1976年 |                                                |
| PA-86            | 恐竜ネッサー                               | 大空魔竜ガイキング            | 1976年 |                                                |
| PA-87            | マシンハヤブサ                             | マシンハヤブサ                | 1976年 |                                                |
| PA-88            | マシンガンテツ                             | マシンハヤブサ                | 1976年 |                                                |
| PA-89            | マシンカミカゼ                             | マシンハヤブサ                | 1976年 |                                                |
| PA-90            | マシンヤマト                               | マシンハヤブサ                | 1976年 |                                                |
| PA-91            | マシンムツ                                 | マシンハヤブサ                | 1976年 |                                                |
| PA-92            | ビッグギャリー                             | マシンハヤブサ                | 1976年 |                                                |
| PA-93            | サクラ号[4]                                | マシンハヤブサ                | 1976年 | 未発売。                                       |
| PA-93            | バリキキューン                             | 秘密戦隊ゴレンジャー          | 1976年 |                                                |
| PA-94            | 光るトラック野郎 生まれてすみません        | トラック野郎・爆走一番星      | 1976年 | ベースは一番星号。                             |
| PA-95            | キャプターカー                             | 忍者キャプター                | 1976年 |                                                |
| PA-96            | ヘリキャプター                             | 忍者キャプター                | 1976年 |                                                |
| PA-97            | ミラクルカー                               | ポールのミラクル大作戦        | 1976年 |                                                |
| PA-98            | 光るトラック野郎 天下御免                  | トラック野郎・天下御免        | 1976年 | ベースは一番星号。                             |
| PA-99            | マジッカー                                 | 5年3組魔法組                  | 1977年 |                                                |

### PB番台
| ポピニカナンバー | 品名                                             | 出典作品                        | 発売年 | 概要                                 |
| ---------------- | ------------------------------------------------ | ------------------------------- | ------ | ------------------------------------ |
| PB-01            | ガードランチャー                                 | 惑星ロボ ダンガードA            | 1977年 |                                      |
| PB-02            | スカイアロー                                     | 惑星ロボ ダンガードA            | 1977年 |                                      |
| PB-03            | ガードマシン                                     | 惑星ロボ ダンガードA            | 1977年 |                                      |
| PB-04            | ボルトクルーザー                                 | 超電磁マシーン ボルテスV        | 1977年 |                                      |
| PB-05            | ボルトボンバー                                   | 超電磁マシーン ボルテスV        | 1977年 |                                      |
| PB-06            | ボルトパンザー                                   | 超電磁マシーン ボルテスV        | 1977年 |                                      |
| PB-07            | ボルトフリゲート                                 | 超電磁マシーン ボルテスV        | 1977年 |                                      |
| PB-08            | ボルトランダー                                   | 超電磁マシーン ボルテスV        | 1977年 |                                      |
| PB-09            | 大鳥島ビッグファルコン基地                       | 超電磁マシーン ボルテスV        | 1977年 |                                      |
| PB-10            | シグコンタンク                                   | 大鉄人17                        | 1977年 |                                      |
| PB-11            | サブマシン                                       | 大鉄人17                        | 1977年 |                                      |
| PB-12            | 要塞飛行17                                       | 大鉄人17                        | 1977年 |                                      |
| PB-13            | 無人偵察機シグコンジェット                       | 大鉄人17                        | 1977年 |                                      |
| PB-14            | スペードマシーン                                 | ジャッカー電撃隊                | 1977年 |                                      |
| PB-15            | マッハダイヤ                                     | ジャッカー電撃隊                | 1977年 |                                      |
| PB-16            | ジャックタンク                                   | ジャッカー電撃隊                | 1977年 |                                      |
| PB-17            | オートクローバー                                 | ジャッカー電撃隊                | 1977年 |                                      |
| PB-18            | スカイエース                                     | ジャッカー電撃隊                | 1977年 |                                      |
| PB-20            | マルスロケット                                   | ジェッターマルス                | 1977年 |                                      |
| PB-21            | スペースイーグル                                 | スペース1999                    | 1977年 |                                      |
| PB-22            | サテライザー                                     | 惑星ロボ ダンガードA            | 1977年 |                                      |
| PB-23            | ハートバギー                                     | ジャッカー電撃隊                | 1977年 |                                      |
| PB-24            | DXルーベンカイザー[5]                            | 激走!ルーベンカイザー           | 1977年 | 未発売。                             |
| PB-25            | フォーミュラー1                                  | 激走!ルーベンカイザー           | 1977年 |                                      |
| PB-26            | DXアバロ[5]                                      | 激走!ルーベンカイザー           | 1977年 | 未発売。                             |
| PB-27            | ルーベンカイザーK-3                              | 激走!ルーベンカイザー           | 1977年 |                                      |
| PB-28            | バロックセダン                                   | 激走!ルーベンカイザー           | 1977年 | 車体色は赤・青・灰の三種類があった。 |
| PB-29            | バロックフォーミュラー                           | 激走!ルーベンカイザー           | 1977年 |                                      |
| PB-30            | バロックラリー                                   | 激走!ルーベンカイザー           | 1977年 |                                      |
| PB-31            | バンバ                                           | 激走!ルーベンカイザー           | 1977年 |                                      |
| PB-32            | アバロレーシング[5]                              | 激走!ルーベンカイザー           | 1977年 | 未発売。                             |
| PB-33            | アバロ[5]                                        | 激走!ルーベンカイザー           | 1977年 | 未発売。                             |
| PB-34            | アローエンブレム トドロキスペシャル              | アローエンブレム グランプリの鷹 | 1977年 |                                      |
| PB-35            | アローエンブレム トドロキスペシャルT-2[5]        | アローエンブレム グランプリの鷹 | 1977年 | 未発売。                             |
| PB-36            | アローエンブレム トドロキスペシャルT-3[5]        | アローエンブレム グランプリの鷹 | 1977年 | 未発売。                             |
| PB-37            | DXアローエンブレム トドロキスペシャル            | アローエンブレム グランプリの鷹 | 1977年 |                                      |
| PB-38            | アローエンブレム カトリースーパーロマン          | アローエンブレム グランプリの鷹 | 1977年 |                                      |
| PB-39            | アローエンブレム カトリーラリーバージョン        | アローエンブレム グランプリの鷹 | 1977年 |                                      |
| PB-40            | アローエンブレム DXカトリースーパーロマン        | アローエンブレム グランプリの鷹 | 1977年 |                                      |
| PB-41            | アローエンブレム アンカー                        | アローエンブレム グランプリの鷹 | 1977年 |                                      |
| PB-44            | アローエンブレム DXアンカー                      | アローエンブレム グランプリの鷹 | 1977年 |                                      |
| PB-45            | アローエンブレム カウンタックLP500S              | アローエンブレム グランプリの鷹 | 1977年 |                                      |
| PB-46            | スタークロー                                     | SF西遊記スタージンガー          | 1978年 |                                      |
| PB-47            | スターカッパー                                   | SF西遊記スタージンガー          | 1978年 |                                      |
| PB-48            | スターブード                                     | SF西遊記スタージンガー          | 1978年 |                                      |
| PB-49            | クイーンコスモス基地                             | SF西遊記スタージンガー          | 1978年 |                                      |
| PB-50            | トランザー                                       | 闘将ダイモス                    | 1978年 |                                      |
| PB-51            | トライパー75S                                    | 闘将ダイモス                    | 1978年 |                                      |
| PB-52            | ダイモビッグ基地                                 | 闘将ダイモス                    | 1978年 |                                      |
| PB-55            | スパイダーマシンGP-7                             | スパイダーマン                  | 1978年 |                                      |
| PB-56            | リアベ号                                         | 宇宙からのメッセージ            | 1978年 |                                      |
| PB-57            | ギャラクシーランナー                             | 宇宙からのメッセージ・銀河大戦  | 1978年 |                                      |
| PB-58            | コメットファイヤー                               | 宇宙からのメッセージ・銀河大戦  | 1978年 |                                      |
| PB-59            | SV-01改                                          | 赤いペガサス                    | 1978年 |                                      |
| PB-61            | LUPIN SPECIAL MACHINE CITROEN                    | ルパン三世                      | 1978年 | 車体色は黒・銀・紺の三種類があった。 |
| PB-62            | LUPIN SPECIAL MACHINE メルセデス・ベンツSSK 1927 | ルパン三世                      | 1978年 |                                      |
| PB-63            | G-1 イーグルシャープ                             | 科学忍者隊ガッチャマンII        | 1978年 |                                      |
| PB-64            | G-2 コンドルアタッカー                           | 科学忍者隊ガッチャマンII        | 1978年 |                                      |
| PB-65            | G-3 オートスワン                                 | 科学忍者隊ガッチャマンII        | 1978年 |                                      |
| PB-66            | G-4 スワローヘリコ                               | 科学忍者隊ガッチャマンII        | 1978年 |                                      |
| PB-67            | G-5 ホーンドタンク                               | 科学忍者隊ガッチャマンII        | 1978年 |                                      |
| PB-68            | Gタウン基地                                      | 科学忍者隊ガッチャマンII        | 1978年 |                                      |
| PB-69            | バッカスIII世                                    | スターウルフ                    | 1978年 |                                      |
| PB-70            | スペースソーサー                                 | 宇宙からのメッセージ・銀河大戦  | 1978年 |                                      |
| PB-71            | プレアスター                                     | 宇宙からのメッセージ・銀河大戦  | 1978年 |                                      |
| PB-72            | NEW DXゴッドフェニックス                         | 科学忍者隊ガッチャマンII        | 1978年 |                                      |
| PB-73            | ゴッドフェニックス                               | 科学忍者隊ガッチャマンII        | 1978年 | [注釈 3]                             |
| PB-74            | ウルトラホークI号                                | ウルトラセブン                  | 1978年 |                                      |
| PB-75            | ウルトラホーク3号                                | ウルトラセブン                  | 1978年 |                                      |
| PB-76            | ポインター                                       | ウルトラセブン                  | 1978年 |                                      |
| PB-77            | マグマライザー                                   | ウルトラセブン                  | 1978年 |                                      |
| PB-78            | ゴッドフェニックス                               | 科学忍者隊ガッチャマン          | 1978年 |                                      |
| PB-78            | フューチャーコメット                             | キャプテン・フューチャー        | 1978年 |                                      |
| PB-79            | コスモライナー                                   | キャプテン・フューチャー        | 1978年 |                                      |
| PB-81            | ミライマシーン ガンパー                          | 未来ロボ ダルタニアス           | 1979年 | [注釈 4]                             |
| PB-82            | ミライジェット デルファイター                    | 未来ロボ ダルタニアス           | 1979年 | [注釈 5]                             |
| PB-83            | バトルシャーク                                   | バトルフィーバーJ               | 1979年 |                                      |
| PB-84            | バーディ                                         | ザ☆ウルトラマン                 | 1979年 |                                      |
| PB-85            | ベータミー                                       | ザ☆ウルトラマン                 | 1979年 |                                      |
| PB-86            | スーパーマードック                               | ザ☆ウルトラマン                 | 1979年 |                                      |
| PB-87            | パッセージャー                                   | ザ☆ウルトラマン                 | 1979年 |                                      |
| PB-89            | ガッチャ1                                        | 科学忍者隊ガッチャマンF         | 1979年 | [注釈 6]                             |
| PB-90            | ガッチャ2                                        | 科学忍者隊ガッチャマンF         | 1979年 | [注釈 6]                             |
| PB-91            | ガッチャ3                                        | 科学忍者隊ガッチャマンF         | 1979年 | [注釈 6]                             |
| PB-92            | ガッチャ4                                        | 科学忍者隊ガッチャマンF         | 1979年 | [注釈 6]                             |
| PB-93            | ガッチャ5                                        | 科学忍者隊ガッチャマンF         | 1979年 | [注釈 6]                             |
| PB-94            | ガッチャスパルタン                               | 科学忍者隊ガッチャマンF         | 1979年 |                                      |
| PB-95            | スカイターボ                                     | 仮面ライダー (スカイライダー)   | 1979年 |                                      |
| PB-96            | デンジタイガー                                   | 電子戦隊デンジマン              | 1980年 |                                      |
| PB-97            | デンジマシーン                                   | 電子戦隊デンジマン              | 1980年 |                                      |
| PB-98            | デンジバギー                                     | 電子戦隊デンジマン              | 1980年 |                                      |
| PB-99            | スペースマミー                                   | ウルトラマン80                  | 1980年 |                                      |

### PC番台
| ポピニカナンバー | 品名                             | 出典作品                       | 発売年 | 概要         |
| ---------------- | -------------------------------- | ------------------------------ | ------ | ------------ |
| PC-01            | シルバーガルα・β                 | ウルトラマン80                 | 1980年 |              |
| PC-02            | スカイハイヤー                   | ウルトラマン80                 | 1980年 |              |
| PC-09            | DXサンダーバードTB2              | サンダーバード                 | 1980年 |              |
| PC-10            | クリッパー                       | 鉄人28号(1980年版)             | 1980年 |              |
| PC-11            | ホットケソーサー                 | とんでも戦士ムテキング         | 1980年 |              |
| PC-12            | DX宇宙戦艦ヤマトIII              | 宇宙戦艦ヤマトIII              | 1980年 |              |
| PC-13            | 宇宙戦艦ヤマトIII                | 宇宙戦艦ヤマトIII              | 1980年 |              |
| PC-14            | DX Vマシーン                     | 仮面ライダースーパー1          | 1980年 |              |
| PC-16            | ブルーバージョン                 | 仮面ライダースーパー1          | 1980年 |              |
| PC-17            | Vマシーン                        | 仮面ライダースーパー1          | 1980年 |              |
| PC-18            | コズモバルカン                   | 太陽戦隊サンバルカン           | 1981年 |              |
| PC-19            | サンドバルカン                   | 太陽戦隊サンバルカン           | 1981年 |              |
| PC-20            | DXジャガーバルカン               | 太陽戦隊サンバルカン           | 1981年 |              |
| PC-21            | ODYSSEUS                         | ULYSSES 31                     | 1981年 | 日本未発売。 |
| PC-22            | ELIOS                            | ULYSSES 31                     | 1981年 | 日本未発売。 |
| PC-23            | LA NAVETTE D'ULYSSE              | ULYSSES 31                     | 1981年 | 日本未発売。 |
| PC-25            | DXタイガーハリケーン             | タイガーマスク二世             | 1981年 |              |
| PC-26            | DXゴーグルシーザー               | 大戦隊ゴーグルファイブ         | 1982年 |              |
| PC-27            | ロボトラ                         | ロボットはっちゃん             | 1982年 |              |
| PC-28            | DXギャビオン                     | 宇宙刑事ギャバン               | 1982年 |              |
| PC-29            | サイバリアン                     | 宇宙刑事ギャバン               | 1982年 |              |
| PC-34            | モトシャリアン                   | 宇宙刑事シャリバン             | 1983年 |              |
| PC-35            | UFO HOUSE バッテンソーサー       | バッテンロボ丸                 | 1983年 |              |
| PC-36            | DX高次元戦闘車シャリンガータンク | 宇宙刑事シャリバン             | 1983年 |              |
| PC-37            | DXダイジュピター                 | 科学戦隊ダイナマン             | 1983年 |              |
| PC-39            | DXニュースーパーアベガ           | 光速電神アルベガス             | 1983年 |              |
| PC-41            | DXマグナビートル                 | 未来警察ウラシマン             | 1983年 |              |
| PC-42            | ひょうたんバイク                 | ベムベムハンターこてんぐテン丸 | 1983年 |              |
| PC-43            | DXマシンドルフィン               | 星雲仮面マシンマン             | 1984年 |              |
| PC-44            | DXバイオドラゴン                 | 超電子バイオマン               | 1984年 |              |
| PC-45            | 超次元マシンブルホーク           | 宇宙刑事シャイダー             | 1984年 |              |
| PC-46            | DXウィナアII世                   | 夢戦士ウイングマン             | 1984年 |              |
| PC-47            | DX超次元戦車シャイアン           | 宇宙刑事シャイダー             | 1984年 |              |
| PC-48            | ロードレオン                     | 星銃士ビスマルク               | 1984年 |              |
| PC-49            | アローストライカー               | 星銃士ビスマルク               | 1984年 |              |
| PC-50            | ドナテルロ                       | 星銃士ビスマルク               | 1984年 |              |
| PC-51            | DXシャトルベース                 | 電撃戦隊チェンジマン           | 1985年 |              |
| PC-53            | ブレイザーカノン                 | 兄弟拳バイクロッサー           | 1985年 | [注釈 7]     |
| PC-54            | DX超惑星戦車ガービン             | 巨獣特捜ジャスピオン           | 1985年 |              |

### 1986年以降
| 商品名                                                              | 出典作品                                                                 | 発売年 | 概要                                     |
| ------------------------------------------------------------------- | ------------------------------------------------------------------------ | ------ | ---------------------------------------- |
| DXスターコンドル                                                    | 超新星フラッシュマン                                                     | 1986年 |                                          |
| DX超時空大戦車ガイオス                                              | 時空戦士スピルバン                                                       | 1986年 |                                          |
| DXスカルドン                                                        | 時空戦士スピルバン                                                       | 1986年 |                                          |
| ホバリアン                                                          | 時空戦士スピルバン                                                       | 1986年 |                                          |
| DXターボランジャー                                                  | 光戦隊マスクマン                                                         | 1987年 |                                          |
| サイドファントム                                                    | 超人機メタルダー                                                         | 1987年 |                                          |
| バトルホッパー                                                      | 仮面ライダーBLACK                                                        | 1987年 |                                          |
| ロードセクター                                                      | 仮面ライダーBLACK                                                        | 1988年 |                                          |
| DXマシンバッファロー                                                | 超獣戦隊ライブマン                                                       | 1988年 |                                          |
| マシンアクロバッター                                                | 仮面ライダーBLACK RX                                                     | 1988年 |                                          |
| DXマシンライドロン                                                  | 仮面ライダーBLACK RX                                                     | 1988年 |                                          |
| DXジェットビートル                                                  | ウルトラマン                                                             | 1989年 |                                          |
| DXウルトラホーク1号                                                 | ウルトラセブン                                                           | 1989年 |                                          |
| スクランブルアタックセット                                          | 機動刑事ジバン                                                           | 1989年 |                                          |
| DXターボビルダー                                                    | 高速戦隊ターボレンジャー                                                 | 1989年 | [ 注釈 8 ]                               |
| DXウインスコード                                                    | 特警ウインスペクター                                                     | 1990年 | [ 注釈 9 ]                               |
| ウインチェイサー                                                    | 特警ウインスペクター                                                     | 1990年 |                                          |
| DXソリッドステイツ-Ⅰ                                                | 特救指令ソルブレイン                                                     | 1991年 | [ 注釈 10 ]                              |
| ロードザウラー1                                                     | 恐竜戦隊ジュウレンジャー                                                 | 1992年 |                                          |
| サイドザウラー2                                                     | 恐竜戦隊ジュウレンジャー                                                 | 1992年 |                                          |
| サイドザウラー3                                                     | 恐竜戦隊ジュウレンジャー                                                 | 1992年 |                                          |
| ポインター                                                          | ウルトラセブン                                                           | 1992年 |                                          |
| サンダーバード1号                                                   | サンダーバード                                                           | 1992年 |                                          |
| サンダーバード2号                                                   | サンダーバード                                                           | 1992年 |                                          |
| サンダーバード2号システムアップセット                               | サンダーバード                                                           | 1992年 |                                          |
| サンダーバード2号 完全装備セット                                    | サンダーバード                                                           | 1992年 |                                          |
| サンダーバード4号                                                   | サンダーバード                                                           | 1992年 |                                          |
| ジェットモグラタンク                                                | サンダーバード                                                           | 1992年 |                                          |
| バリアス7                                                           | 特捜エクシードラフト                                                     | 1992年 |                                          |
| DXダークジェイカー                                                  | 特捜ロボジャンパーソン                                                   | 1993年 |                                          |
| ストライカー                                                        | ブルースワット                                                           | 1994年 | 「EX(エクセレント)ポピニカ」として発売。 |
| DXビートマシンボックス                                              | 重甲ビーファイター                                                       | 1995年 |                                          |
| DX超重甲機ネオビートマシンセット                                    | ビーファイターカブト                                                     | 1996年 |                                          |
| DXデジタンク                                                        | 電磁戦隊メガレンジャー                                                   | 1997年 |                                          |
| ライジン号 復刻版                                                   | イナズマン                                                               | 1999年 | [ 注釈 11 ]                              |
| ゴールドライジン号                                                  | イナズマン                                                               | 2000年 | [ 注釈 12 ]                              |
| ガッツウイングゼロ                                                  | ウルトラマンティガ THE FINAL ODYSSEY                                     | 2000年 |                                          |
| トライチェイサー2000                                                | 仮面ライダークウガ                                                       | 2000年 |                                          |
| DXトライゴウラム                                                    | 仮面ライダークウガ                                                       | 2000年 |                                          |
| DXトライゴウラム限定版 トライチェイサー2000ブラックヘッドバージョン | 仮面ライダークウガ                                                       | 2000年 |                                          |
| DXビートゴウラム                                                    | 仮面ライダークウガ                                                       | 2000年 |                                          |
| ガッツウイング1号 ゴールドver.                                      | ウルトラマンティガ                                                       | 2001年 | 香港限定販売。                           |
| ガッツウイング2号 ゴールドver.                                      | ウルトラマンティガ                                                       | 2001年 | 香港限定販売。                           |
| DXマシントルネイダー                                                | 仮面ライダーアギト                                                       | 2001年 |                                          |
| DXガードチェイサー                                                  | 仮面ライダーアギト                                                       | 2001年 |                                          |
| DXギルスレイダー                                                    | 仮面ライダーアギト                                                       | 2001年 |                                          |
| R&MシリーズDXライドシューター                                       | 仮面ライダー龍騎                                                         | 2002年 |                                          |
| ドルフィン号                                                        | サイボーグ009 THE CYBORG SOLDIER                                         | 2002年 |                                          |
| 烈火龍ドラグランザー                                                | 仮面ライダー龍騎                                                         | 2002年 |                                          |
| 疾風の翼ダークレイダー                                              | 仮面ライダー龍騎                                                         | 2002年 |                                          |
| デカマシンセット                                                    | 特捜戦隊デカレンジャー                                                   | 2004年 |                                          |
| 海底軍艦轟天号2005                                                  | ゴジラファイナルウォーズ                                                 | 2005年 |                                          |
| ウルトラマシンメカニクル01                                          | ウルトラマンマックス                                                     | 2005年 |                                          |
| ガッツマシンシリーズ                                                |                                                                          |        |                                          |
| 01 ガッツウイング1号                                                | ウルトラマンティガ                                                       | 1996年 |                                          |
| 02 ガッツウイング2号                                                | ウルトラマンティガ                                                       | 1996年 |                                          |
| 03 マシンシャーロック                                               | ウルトラマンティガ                                                       | 1996年 |                                          |
| 04 オートスタッガー                                                 | ウルトラマンティガ                                                       | 1996年 |                                          |
| 05 マシンデラム                                                     | ウルトラマンティガ                                                       | 1996年 |                                          |
| 06 アートデッセイ号                                                 | ウルトラマンティガ                                                       | 1996年 |                                          |
| 07 ドリルタンクピーパー                                             | ウルトラマンティガ                                                       | 1996年 |                                          |
| 08 ドルファー202                                                    | ウルトラマンティガ                                                       | 1996年 |                                          |
| 09 ガッツウイング ブルートルネード                                  | ウルトラマンティガ                                                       | 1996年 |                                          |
| 10 ガッツウイング クリムゾンドラゴン                                | ウルトラマンティガ                                                       | 1996年 |                                          |
| 11 ガッツウイングEX-J                                               | ウルトラマンティガ                                                       | 1996年 |                                          |
| SGMシリーズ                                                         |                                                                          |        |                                          |
| 01 ガッツイーグルα号                                                | ウルトラマンダイナ                                                       | 1997年 |                                          |
| 02 ガッツイーグルβ号                                                | ウルトラマンダイナ                                                       | 1997年 |                                          |
| 03 ガッツイーグルγ号                                                | ウルトラマンダイナ                                                       | 1997年 |                                          |
| 04 マシンゼレット                                                   | ウルトラマンダイナ                                                       | 1997年 |                                          |
| 05 マシンボッパー                                                   | ウルトラマンダイナ                                                       | 1997年 |                                          |
| 06 ガッツディグ                                                     | ウルトラマンダイナ                                                       | 1997年 |                                          |
| 07 コネリー07                                                       | ウルトラマンダイナ                                                       | 1997年 |                                          |
| 08 ガッツマリン                                                     | ウルトラマンダイナ                                                       | 1997年 |                                          |
| 09 ガッツイーグル アルファスペリオル                                | ウルトラマンダイナ                                                       | 1997年 |                                          |
| 01 ガッツイーグルα号 ゴールドver.                                   | ウルトラマンダイナ                                                       | 2001年 | 香港限定販売。                           |
| 02 ガッツイーグルβ号 ゴールドver.                                   | ウルトラマンダイナ                                                       | 2001年 | 香港限定販売。                           |
| 03 ガッツイーグルγ号 ゴールドver.                                   | ウルトラマンダイナ                                                       | 2001年 | 香港限定販売。                           |
| 09 ガッツイーグル アルファスペリオル ゴールドver.                   | ウルトラマンダイナ                                                       | 2001年 | 香港限定販売。                           |
| CONTAINER VEHICLEシリーズ                                           |                                                                          |        |                                          |
| CV01 シグファイターEX                                               | ウルトラマンガイア                                                       | 1998年 |                                          |
| CV02 シグファイターエスエス                                         | ウルトラマンガイア                                                       | 1998年 |                                          |
| CV03 シグバイソン                                                   | ウルトラマンガイア                                                       | 1998年 |                                          |
| CV04 シグファイターSG                                               | ウルトラマンガイア                                                       | 1998年 |                                          |
| CV05 シグスティンガー                                               | ウルトラマンガイア                                                       | 1998年 |                                          |
| CV06 シーガルフローター                                             | ウルトラマンガイア                                                       | 1998年 |                                          |
| CV07 シーガルファントップ                                           | ウルトラマンガイア                                                       | 1998年 |                                          |
| CV08 ベルマン&リレイラー                                            | ウルトラマンガイア                                                       | 1999年 |                                          |
| CV09 ダヴライナー                                                   | ウルトラマンガイア                                                       | 1999年 |                                          |
| CV10 シグアドベンチャー                                             | ウルトラマンティガ・ウルトラマンダイナ&ウルトラマンガイア 超時空の大決戦 | 1999年 |                                          |
| CV11 セイレーン7500                                                 | ウルトラマンガイア                                                       | 1999年 |                                          |
| CV12 シグファイターST                                               | ウルトラマンガイア                                                       | 1999年 |                                          |
| CV13 シグファイターGT                                               | ウルトラマンガイア                                                       | 1999年 |                                          |
| CV01 シグファイターEX ゴールドヴァージョン                          | ウルトラマンガイア                                                       | 1999年 | [ 注釈 13 ]                              |
| CV02 シグファイターエスエス 特別訓練機(イエローモデル)              | ウルトラマンガイア                                                       | 1998年 |                                          |
| CV04 シグファイターSG 特別訓練機(イエローモデル)                    | ウルトラマンガイア                                                       | 1998年 |                                          |
| スーパーマシンシリーズ                                              |                                                                          |        |                                          |
| 01 サイクロン                                                       | 仮面ライダー                                                             | 2004年 |                                          |
| 02 ハリケーン                                                       | 仮面ライダーV3                                                           | 2004年 |                                          |
| 03 ライダーマンマシン                                               | 仮面ライダーV3                                                           | 2004年 |                                          |
| 04 ショッカー戦闘員オートバイ部隊                                   | 仮面ライダー                                                             | 2005年 |                                          |
| 05 改造サイクロン                                                   | 仮面ライダー                                                             | 2005年 |                                          |
| 06 クルーザー                                                       | 仮面ライダーX                                                            | 2005年 |                                          |
| GUYS MACHINE SERIES                                                 |                                                                          |        |                                          |
| GMS-01 ガンウィンガー                                               | ウルトラマンメビウス                                                     | 2006年 |                                          |
| GMS-02 ガンローダー                                                 | ウルトラマンメビウス                                                     | 2006年 |                                          |
| GMS-03 ガンブースター                                               | ウルトラマンメビウス                                                     | 2006年 |                                          |
| GMS-04 シーウィンガー                                               | ウルトラマンメビウス                                                     | 2006年 |                                          |
| GMS-DX ガンフェニックストライカー                                   | ウルトラマンメビウス                                                     | 2006年 |                                          |
| GMS-DX ガンフェニックス テレビカラーバージョン                      | ウルトラマンメビウス                                                     | 2008年 |                                          |

### ポピニカダッシュミニ
| ポピニカナンバー | 品名                 | 出典作品             | 発売年 | 概要 |
| ---------------- | -------------------- | -------------------- | ------ | ---- |
| D-01             | バッカスIII世        | スターウルフ         | 1978年 |      |
| D-02             | リアベ号             | 宇宙からのメッセージ | 1978年 |      |
| D-03             | スパイダーマシンGP-7 | スパイダーマン       | 1978年 |      |
| D-04             | トライパー75S        | 闘将ダイモス         | 1978年 |      |

### ミニポピニカ
1996年に発売された。
激走戦隊カーレンジャー
- レッドビークル
- ブルービークル
- サイレンダー
- ペガサスサンダー
- ドラゴンクルーザー

ウルトラシリーズ
- ウルトラビークル5セット

### ポピニカプラス
2000年に発売された。
- ジェットビートル
- ウルトラホーク1号
- マットアロー1号
- ガッツイーグル
- シグファイターEX
- シグファイターエスエス
- サウンド母艦 アートデッセイ号セット

### カプセルポピニカ
HGシリーズとして過去に発売されたポピニカを、ガシャポンにサイズダウンして2002年に発売された。
- ライジン号(CPA-01)
- サイクロン号(CPA-02)
- スカイミサイル・グランカー(CPA-03)
- バリブルーン(CPA-04)
- マッハロッド(CPA-05)
- ゲットマシン№1 イーグル号(CPA-06)
- ゲットマシン№2 ジャガー号(CPA-07)
- ゲットマシン№3 ベアー号(CPA-08)
- ホバーパイルダー号(CPA-09)
- ジョーカー(CPA-10)
- バリタンク(CPA-11)
- スカイジェット・グランミサイル(CPA-12)
- ジャングラー(CPA-13)
- ボルトクルーザー(CPA-14)
- ボルトボンバー(CPA-15)
- ボルトパンザー(CPA-16)
- サイドマシン(CPA-17)
- ブルーガー(CPA-18)
- ブレーンコンドル(CPA-19)
- クイーンスター(CPA-20)
- コメットファイヤー(CPA-21)
- ギャラクシーランナー(CPA-22)
- ボルトフリゲート(CPA-23)
- ボルトランダー(CPA-24)
- バトルジェット(CPA-25)
- バトルクラッシャー(CPA-26)
- バトルタンク(CPA-27)
- ハリケーン号(CPA-28)
- マッハトリガー(CPA-29)
- 0テスター1号機(CPA-30)
- 0テスター2号機(CPA-31)
- 0テスター3号機(CPA-32)
- 0テスター4号機(CPA-33)
- バトルマリン(CPA-34)
- バトルクラフト(CPA-35)
- バリドリーン(CPA-36)
- バリキキューン(CPA-37)
- ダブルマシーン(CPA-38)
- ライガー(CPA-39)
- ポセイドン(CPA-40)

※以下は「ゲッターロボDVD-BOX」の初回生産特典として付属していたもの。
- ゲットマシン練習機№1 イーグル号(DVDP-01)
- ゲットマシン練習機№2 ジャガー号(DVDP-02)
- ゲットマシン練習機№3 ベアー号(DVDP-03)

### ポピニカ魂
- PX-01 ホバーパイルダー（2000年5月）
- PX-02 サイクロン号（2000年9月）
- BPX-01 宇宙戦艦ヤマト（2001年4月） - 松本零士監修
- PX-01X マジンガーヘッド（2001年11月）
- PX-03 金田のバイク（2004年6月）
- PX-04 ホバーパイルダー（2009年6月）
- PX-05 ソードフィッシュⅡ（2009年11月）
- PROJECT BM! 金田のバイク（2010年3月）

### ポピニカ (2025年復刻版)
- ホバーパイルダー号（2025年8月予定）

## 商品系列
1980年初頭まではロボット系は超合金、乗り物や基地はポピニカという区別があった。例え超合金と合体できるメカであっても『ダルタニアス』のガンパーのようなビークル系はポピニカで発売されていた。
- 他にはDX超合金ロボの分離メカを格納できる、ビッグスケールと表記されることの多い基地・戦艦、ダイキャスト製による『銀河鉄道999』のスタートレインシリーズ、特撮作品の車やバイク、基地やギミックのない巨大ロボなどを主に商品化したプラデラシリーズがその系列である。